# Я стреляла в Энди Уорхола
«Я стреля́ла в Э́нди Уо́рхола» (англ. I Shot Andy Warhol) — художественный фильм 1996 года, основанный на реальных событиях и посвящённый жизни Валери Соланас, известной феминистки, которая написала известный радикальный феминистский «Манифест общества полного уничтожения мужчин», также известный как «Манифест отбросов».
Фильм был показан в программе «Особый взгляд» кинофестиваля в Каннах 1996 года. Исполнительница главной роли, Лили Тейлор, была отмечена как лучшая актриса на международных кинофестивалях в Стокгольме и Сиэтле.

## Сюжет
Фильм начинается с эпизода, в котором Валери Соланас стреляет в Энди Уорхола и арестовывается за покушение на убийство. Затем действие возвращается в прошлое, к тем временам, когда Соланас жила в Нью-Йорке и была вынуждена заниматься проституцией, чтобы сводить концы с концами. Затем действие вновь переносится во времени, показываются отдельные эпизоды трудного детства главной героини и годы её успешного обучения на факультете психологии в университете.
В университете Соланас осознаёт себя лесбиянкой и открывает в себе писательский талант. Она отправляется в Нью-Йорк, надеясь выбиться в люди. Там она знакомится с «суперзвездой Уорхола» Кэнди Дарлинг, которая, в свою очередь, представляет её самому Уорхолу. Соланас предлагает режиссёру поставить её пьесу.
В то же время Валери встречает Мориса Жиродиа, владельца французского издательства Olympia Press, которое специализируется на эротической литературе. Жиродиа предлагает Соланас написать для него роман; девушка соглашается и подписывает с издателем контракт, однако вскоре понимает, что это ей невыгодно. Она начинает подозревать, что Уорхол и Жиродиа манипулируют ею. В итоге паранойя усиливается настолько, что Соланас принимает решение убить Уорхола. Фильм заканчивается так же, как и начался: Валери стреляет в Уорхола, ранит его и попадает под арест.

## В ролях
- Лили Тейлор —  Валери Соланас
- Джаред Харрис — Энди Уорхол
- Стивен Дорфф — Кэнди Дарлинг
- Марта Плимптон — Стиви
- Лотер Блюто — Морис Жиродиа
- Анна Левайн — Айрис
- Питер Фридман — Алан Бёрк
- Тэхни Уэлч — Вива
- Джейми Харрольд — Джеки Кёртис
- Донован Лич — Джерард Маланга
- Джим Лайонс — Билли Нейм
- Майкл Империоли — Ондин
- Рег Роджерс — Пол Моррисси
- Билл Сейдж — Том Бейкер
- Джастин Теру — Марк
- Джилл Хеннесси — Лора
- Коко Макферсон — Бриджид Берлин
- Лоррейн Фаррис — Сьюзан
- Крейг Честер — Фред Хьюз
- Виктор Браун — Дэнни

## Производство
Лу Рид, бывший участник созданной Уорхолом рок-группы «The Velvet Underground», запретил использовать свою музыку в фильме, мотивировав это личной неприязнью к Валери Соланас. В результате музыку написал другой экс-участник «The Velvet Underground», Джон Кейл.